# Санкт-Петербургский научно-исследовательский институт фтизиопульмонологии
Санкт-Петербургский научно-исследовательский институт фтизиопульмонологии — один из ведущих научно-медицинских учреждений Российской Федерации по разработке методик для лечения различных патологий, включая туберкулёз и схожих с ним заболеваний всех локализаций.

## История
Был создан Постановлением Совета министров РСФСР № 507 с от 11 ноября 1983 года на базе Института туберкулёза (основан в 1923 году) и Института хирургического туберкулёза и костно-суставных заболеваний (основан в 1930 году).
Научно-практический туберкулёзный институт был открыт в феврале 1923 года на базе специализированной больницы им. Воскова для больных лёгочным туберкулёзом (Лиговская улица, 2-4). Первым директором института стал профессор А. Я. Штернберг, который создал в лице ближайших сотрудников школу, давшую ряд ценных работ в области клиники и экспериментальной патологии туберкулёза. Первоначальный в институте было 17 врачей и одно клиническое отделение на 150 коек, включавшее три отдела: терапевтический, хирургический и детский. В институте был также создан отдел социальной патологии и гигиены. В 1925 году распоряжением Губздравотдела институту было передано второе клиническое отделение в Мариинской больнице создан патологический отдел, куда вошли патологоанатомическое, биохимическое и экспериментальное отделения. В это же время был образован отдел сравнительной и социальной патологии, и учебный отдел с курсами для врачей, библиотекой, музеем и аудиторией. Также в распоряжение института была передана поликлиника диспансерного типа, в 1928 году преобразованная в противотуберкулёзный диспансер № 7. В годы войны в институте функционировало 7 отделений, в которых было развернуто 356 коек. С 24 декабря 1949 года директором был назначен Александр Данилович Семёнов. С 1950 года Институт стал тесно сотрудничать с кафедрой туберкулёза Военно-морской медицинской академии. Когда кафедра туберкулёза ВММА была ликвидирована, многие её сотрудники пришли работать в Институт туберкулёза. В марте 1953 года в связи с «Делом врачей» по решению Центральной аттестационной комиссии Минздрава РСФСР было уволено 11 научных сотрудников и врачей института. Но вскоре практически все они были снова приняты на работу. 
В 1919 году в Ольгином приюте была открыта Санаторно-хирургическая больница для костно-туберкулёзных больных, детей и взрослых, главным врачом которой стал П. Г. Корнев. Он же возглавил Институт хирургического туберкулеза и костно-суставных заболеваний, который был размещён в 1930 году в здании Еленинской больницы; в здании Ольгиного приюта была организована детская клиника.
В 1956 году Институт туберкулёза был объединён с Институтом хирургического туберкулёза; директором объединенного института стал П. Г. Корнев. Ввиду того, что это объединение неблагоприятно отразилось на многих сторонах деятельности институтов, оно просуществовало тогда всего два года. С января 1958 года институт на Лиговском проспекте получил наименование Ленинградский Государственный научно-исследовательский институт туберкулёза и его директором вновь был назначен А. Д. Семёнов. С 1973 года в институте была разрешена интернатура (одногодичная специализация по туберкулёзу) для окончивших медицинский институт. С октября 1974 года при клиниках Института была открыта общеобразовательная средняя школа, которая существует по настоящее время. В октябре 1979 года директором института стал Александр Васильевич Васильев. Другой же институт стал называться Ленинградский НИИ хирургического туберкулёза.
Повторное объединение институтов состоялось в конце 1983 года. Это объединение двух ведущих Ленинградских научных школ — Института хирургического туберкулёза и Института туберкулёза — позволило поставить цель изучения туберкулёза как единого целого во всем многообразии форм и проявлений, при сохранении исторически сложившейся специфики научных интересов и направленности научных исследований.
В разные годы в институте трудились такие замечательные учёные, как академики АМН, заслуженный деятель науки И. С. Колесников, Г. А. Зедгенидзе и В. Н. Черниговский, член-корреспондент АМН профессор А. Н. Чистович, профессора А. В. Васильев, Л. Р. Перельман, В. В. Чайка, А. М. Рабинович, Ф. Ф. Сивенко, В. П. Грацианский, А. П. Верещагин, И. М. Векслер, М. М. Гольдштейн, Г. Э. Аль, Г. И. Вавилин, Д. Г. Коваленко, А. Е. Гарбуз, Э. Н. Беллендир, А. Е. Александрова, Б. М. Ариэль, доктора медицинских наук М. В. Низовская, В. А. Званцева; Л. И. Рогозов. Клиническую ординатуру Института туберкулёза окончил будущий министр здравоохранения СССР С. П. Буренков.